# Michael Shannon
Michael Shannon (Lexington, Kentucky, Estats Units, 7 d'agost de 1974) és un actor estatunidenc.

## Biografia
Fill d'un pare professor d'universitat i d'una mare jurista, Michael Shannon va créixer a Illinois.
Michael Shannon va començar la seva carrera com a actor de teatre a Chicago. Marxa a continuació a Londres on apareixerà en diverses sèries de televisió.

### Carrera

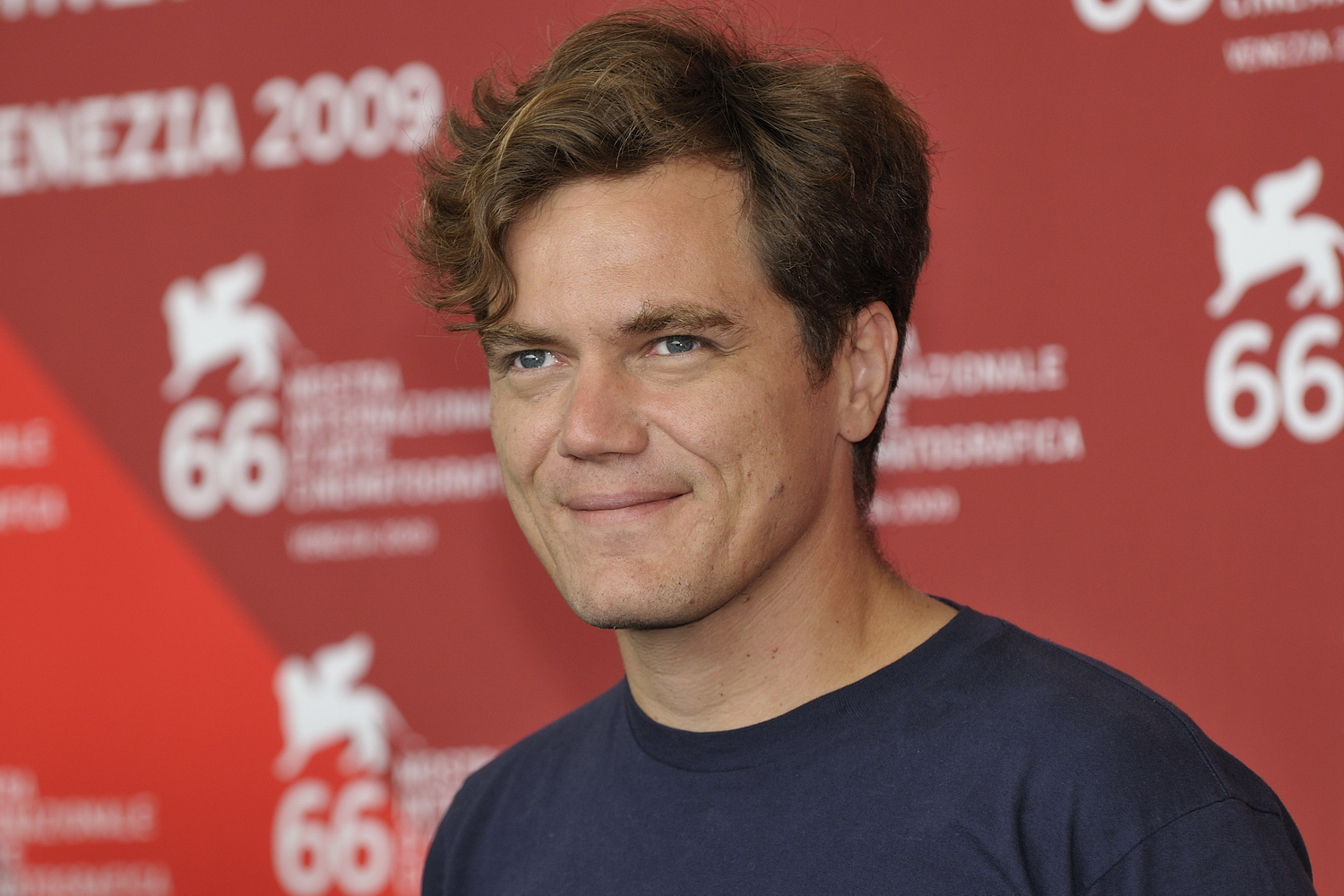
Michael Shannon en la Mostra de Venècia 2009.

Comença la seva carrera al cinema doblant un dels personatges del film d'animació Balto de Simon Wells (1995).
Roda successivament dos films de guerra: Tigerland de Joel Schumacher (2000), seguit de Pearl Harbor de Michael Bay (2001). A continuació dona la rèplica a Tom Cruise i Penélope Cruz a Vanilla Sky. Apareix al costat del raper Eminem al film 8 Mile (2002). Troba el seu amic el director Michael Bay a Bad Boys 2 al costat de Will Smith (2003).
Tres anys més tard, Oliver Stone li ofereix un paper a World Trade Center al costat de Nicolas Cage en un film que relata els atemptats de l'11 de setembre de 2001.
És al cartell de tres films l'any 2007: Bug de William Friedkin, adaptació de la peça de teatre en la qual interpretava també el personatge de Peter, Abans que el diable sàpiga que has mort de Sidney Lumet i Lucky You de Curtis Hanson.
De 2010 a 2014, fa el paper de Nelson Van Alden, un agent de la prohibició molt creient, a la sèrie Boardwalk Empire difosa per HBO.
Shannon obté la consagració essent el marit de Jessica Chastain a Take Shelter de Jeff Nichols. És d'altra banda l'actor favorit del director, i ha actuat a tots els seus films. Shannon és igualment conegut pel seu paper a Noces rebels, que li ha suposat una nominació als Oscars.
L'any 2013, interpreta el paper del general Zod a L'home d'acer de Zack Snyder i encarna l'assassí a sou Richard Kuklinski a The Iceman.
L'any 2015, encarna Elvis Presley al film Elvis and Nixon de Liza Johnson, que segueix la trobada entre el “King” i el 37è president dels Estats Units, Richard Nixon, l'any 1971.
L'any 2017, la seva actuació al thriller dramàtic Nocturnal Animals, on encarna un policia investigant sobre un doble homicidi, li val una segona nominació a la Oscar al millor actor secundari.
Esta casat amb l'actriu Kate Arrington, amb qui té dues filles.

## Filmografia

### Cinema
- 1993: Atrapat en el temps (Groundhog Day)[10] de Harold Ramis: Fred
- 1996: Chain Reaction d'Andrew Davis: D. C. Flower Delivery Man
- 1997: Taxi de Chicago (Chicago Cab) de Mary Cybulski: Crack Head
- 1999: The Ride de Travis Fina: Jimmy
- 1999: Jesus son d'Alison Maclean: Dundun
- 2000: Mullitt de Pat Healy
- 2000: The Photographer de Jeremy Stein: Maurici
- 2000: Cecil B. Demented de John Waters: Petie
- 2000: Tigerland de Joel Schumacher: Sergent Filmore
- 2001: Pearl Harbor de Michael Bay: Tinent Gooz Wood
- 2001: New Port South de Kyle Cooper: Stanton
- 2001: Vanilla Sky de Cameron Crowe: Aaron
- 2002: High Crims de Carl Franklin: Troy Abbott
- 2002: 8 Mile de Curtis Hanson: Greg Buehl
- 2003: Cangur Jack (Kangaroo Jack) de David McNally: Frankie Lombardo
- 2003: Dos policies rebels 2 (Bad Boys II) de Michael Bay: Floyd Poteet
- 2003: Gran Theft Parsons de David Caffrey: Larry Oster-Bergang
- 2004: The Woodsman de Nicole Kassell: Rosen
- 2004: Zamboni Man: Walt, Zamboni Man
- 2004: Criminal de Gregory Jacobs: Gene
- 2004: Dead Birds d'Alex Turner: Clyde
- 2004: Water de Jennifer Houlton: Bobby Matherson
- 2006: Marvelous de Síofra Campbell: John
- 2006: Bug de William Friedkin: Peter Evans
- 2006: World Trade Center d'Oliver Stone: Dave Karnes
- 2006: Let's Go to Prison de Bob Odenkirk: Lynard
- 2007: Shotgun Stories de Jeff Nichols: El seu Hayes
- 2007: Blackbird d'Adam Rapp: Murl
- 2007: Lucky You de Curtis Hanson: Ray Zumbro
- 2007: Abans que el diable sàpiga que has mort (Before the Devil Knows You're Dead) de Sidney Lumet: Dex
- 2008: Revolutionary Road de Sam Mendes:[11] John Givings
- 2009: Herbert White de James Franco: Herbert
- 2009: The Missing Person de Noah Buschel: John Rosow
- 2009: The Bad Tinent: Port of Call New Orleans de Werner Herzog: Mundt
- 2009: My son, My son, What Have Ye Done?: Brad McCullum
- 2010: The Runaways de Floria Sigismondi: Kim Fowley
- 2010: Jonah Hex de Jimmy Hayward: Dr. Cross Williams
- 2010: 13 de Gela Babluani: Henry
- 2011: Machine Gun Preacher de Marc Forster: Donnie
- 2011: The Broken Tower de James Franco: Emile
- 2011: Take Shelter de Jeff Nichols: Curtis LaForche
- 2011: Return de Liza Johnson: Mike
- 2012: Premium Rush de David Koepp: Bobby
- 2012: Mud de Jeff Nichols: Galen
- 2013: L'home d'acer (Man of Steel) de Zack Snyder: general Zod
- 2013: The Iceman d'Ariel Vromen: Richard Kuklinski
- 2013: The Harvest de John McNaughton: Richard
- 2014: Young Ones de Jake Paltrow: Ernest Holm
- 2014: 99 Homes de Ramin Bahrani:[12] Rick Carver
- 2015: Elvis and Nixon de Liza Johnson: Elvis Presley
- 2015: Freeheld de Peter Sollett: Dane Wells
- 2015: The Night Before de Jonathan Levine: M. Green
- 2016: Batman contra Superman: L'alba de la justícia de Zack Snyder: general Zod
- 2016: Midnight Special de Jeff Nichols: Roy
- 2016: Frank & Lola de Matthew Ross: Frank
- 2016: Complete Unknown de Joshua Marston: Tom
- 2016: Poor Boy de Robert Scott Wildes: Blayde Griggs
- 2016: Salt and Fire de Werner Herzog: Riley
- 2016: Wolves de Burt Freundlich: Lee Keller
- 2017: Nocturnal Animals de Tom Ford: #Detectiu
- 2017: Loving de Jeff Nichols: Grey Villet
- 2017: Pottersville de Seth Henrikson
- 2017: The Price de Siofra Campbell
- 2017: The Shape of Water de Guillermo del Toro: Coronel Richard Strickland
- 2017: Pottersville
- 2018: 12 valents de Nicolai Fuglsig: Cal Spencer
- 2018: The Current War d'Alfonso Gomez-Rejon: George Westinghouse
- 2018: What They Had
- 2018: State Like Sleep
- 2019: Knives Out de Rian Johnson
- 2022: A Little White Lie de Michael Maren: Shriver

### Televisió
- 1992: Angel Street (TV): Patrick Mulligan
- 1992: Overexposed (TV): Jove
- 1999: Demà a la una - temporada 4, episodi 3: Andrew
- 2005: New York, unitat especial - temporada 6, episodi 13: Avery Shaw
- 2010-2014: Boardwalk Imperi: Nelson Van Alden
- 2018: Fahrenheit 451 (TV) de Ramin Bahrani: capità Beatty

## Premis i nominacions

### Premis
- 2011: millor actor pel Chicago Film Critics Association per a Take Shelter
- 2012: millor actor per la Central Ohio Film Critics Association per a Take Shelter
- 2012: millor actor al Chlotrudis Awards per a Take Shelter

### Nominacions
- Oscars 2009: Oscar al millor actor secundari per als Noces rebels
- Oscars 2017: Oscar al millor actor secundari per a Nocturnal Animals